# 柳氏 (裴倫妻)
裴伦妻柳氏（?—?），隋朝人物，出自河东柳氏。
柳氏从小受到良好的教育。大业末年，嫁给裴伦为妻，裴伦为渭源令。正好薛举之乱，县城为贼寇所陷，裴伦遇害。柳氏时年四十，有两个女儿及兒媳妇三人，都有美色。柳氏对她们说：“我辈遭逢祸乱，你们父亲已死，我自己想不能保全你们。我门风素来严谨，不受被群贼所辱，我将与你等同死，如何？”其女兒兒媳等哭着说：“唯母所命。”柳氏于是自投于井，其女兒兒媳妇相继而下，都一起死于井中。

## 延伸阅读
[在维基数据编辑]
 《北史·卷091》，出自李延壽《北史》
 《隋書·卷80》，出自魏徵《隋书》